# Kathleen Blanco
Kathleen Babineaux Blanco (født 15. december 1942 i New Iberia i Louisiana i USA, død 18. august 2019) var  guvernør i den amerikanske delstat Louisiana fra 2004 til 2008. Blanco blev valgt i november 2003 og valgte ikke at opstille til genvalg i 2007.

## Eksterne links
- Wikimedia Commons har flere filer relateret til Kathleen Blanco